# マジェルテーン・スルタン国
マジェルテーン・スルタン国（ソマリ語: Suldanadda Majeerteen, アラビア語: سلطنة مجرتين）は、その名の通り、マジェルテーン支族によるスルタン国である。マジェルテーニア、ミギウルティニアとも。マジェルテーンはソマリ人の君主国であり、アフリカの角を中心にしている。ボコル・オスマン・マハムードとベールダージェ に統治されている間がマジェルテーンの黄金時代だった。スルタン国は現在、プントランドとして知られている地域を統治していた。スルタン国が最初に言及されたのは16世紀であった。スルタン国は近代国家の機能を全て備え、強力な交易網を維持していた。また、外国勢力とは条約を結び、国内においては強力な中央集権力を発揮していた。

## 歴史

### 建国
マジェルテーンは1600年代にダロッド氏族のマジェルテーン支族出身のソマリ人に設立された可能性がある。 19世紀には才気溢れるボコル (君主) オスマン・マハムードの治世下で台頭した。

### マジェルテーン-イギリス協定

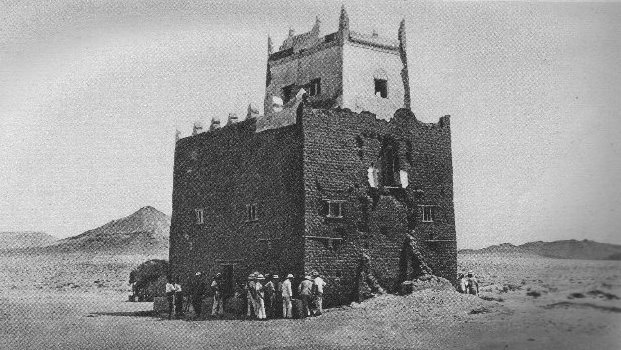
ハフン岬のマジェルテーン・スルタン国(ミギウルティニア)の砦の一つ

マジェルテーン北東部、グアダルフィ岬では船の事故が絶えず、ボコル・オスマンの治めるマジェルテーンはイギリスと非公式な協定を結び、イギリスは難破したイギリス人船員の保護と難破船の略奪を止めるため、マジェルテーンの王に毎年、補助金を支払うことを同意していた。しかし、他の勢力にソマリ人との協定を結ぶ前例を与え、ソマリ人があらゆる勢力と関係を結ぶ準備があるように見えたため、協定は批准されなかった。

### ホビョ・スルタン国
オスマン・マハムードの治めるマジェルテーンは、野心的な従兄弟のユスフ・アリ・ケナディドとの権力闘争によって攻撃されていた。5年近い間の戦いの末に、ケナディドはひどく敗れ、ついにイエメンへと亡命せざるを得なくなった。10年後の1870年代、ケナディドはハドラミーの銃士の一団と献身的な副官らを率い、アラビア半島から帰ってきた。ケナディドは地元のハウィエ氏族を圧倒して、1878年、独立したホビョ・スルタン国(オビア)の建国に成功した。

### マジェルテーン-イタリア条約
19世紀後半、当時存在したソマリアの君主らは、ドゥルバハンテを除いてエチオピア、イギリス、イタリアのいずれかの植民地大国と条約を結んだ。イタリアはドゥルバハンテの一部をイタリア保護下のマジェルテーン・スルタン国が管轄していると考えていたためである。スルタン・ユスフ・アリ・ケナディドの仲介とバルガルでのスルタン国の全有力者の会議の後、1889年4月7日、アルーラでボコル・オスマンはイタリアとの条約を締結し、マジェルテーン・スルタン国をイタリア領ソマリランド保護領の一部とした。しかし、条約後数年の間は、スルタン国との連絡を維持することが任務であった、イタリア軍の軍艦がめったに来航せず、保護国化は名目上のものであった。海賊行為、難破船の略奪、武器の取引、奴隷貿易は、ほぼ何の影響もなく行うことができた。
ボコル・オスマンの2番目の従兄弟であり、宿敵でもあるスルタン、ユスフ・アリ・ケナディドのホビョ・スルタン国は、前年に同様の条約に署名していた。ボコル・オスマンとスルタン・ケナディドの両者は、マジェルテーン・スルタン国をめぐるボコル・オスマンの権力闘争とワルシェイク北方の地域をめぐるオマーン系のザンジバル・スルタン国との抗争でイタリアの支援を利用しようと考え、自らの拡張主義的な目標を推進するために保護条約を結んだ。条約を結ぶことで支配者らはヨーロッパ諸帝国の対立している目的を利用し、より効果的に自国の継続的独立を保とうとした。
それぞれの条約の条項には、イタリアがそれぞれのスルタン国の行政に干渉しないことが明記された。イタリアからの武器と毎年の補助金の見返りに、スルタン国は最低限の監視と経済的な譲歩を認めた。イタリアはまた、スルタン国と自国の利益の両方を促進するため、少数の大使を派遣することを同意した。新たな保護領は、勅許会社を通じてヴィンチェンツォ・フィロナルディに管理された。その後、1894年5月5日、英伊国境議定書が締結され、1906年には騎士ペスタロッサとスウェイン将軍バランをマジェルテーン・スルタン国の統治下におくことを認める協定が結ばれた イタリアの植民地支配が徐々に北部ソマリアへと拡大するにつれ、両スルタン国は20世紀初頭に最終的に併合された。しかしながら、ソマリア南部の地域とは異なり、ソマリア北部のスルタン国はイタリアと以前に締結した条約によって直接統治とはならなかった。

## 行政

### 官僚制度

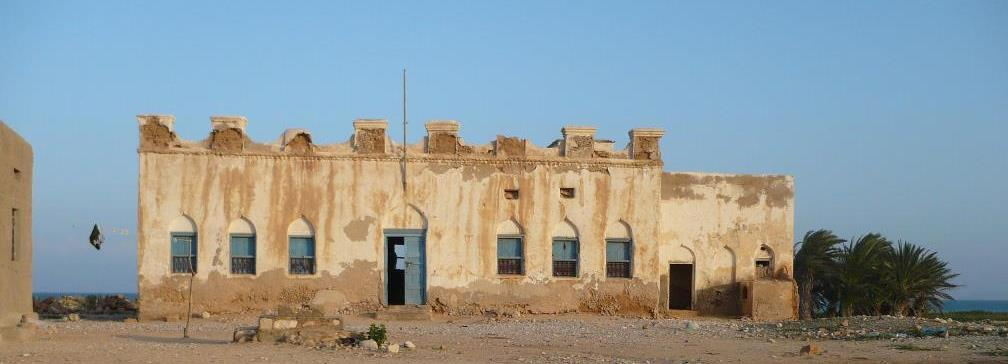
バルガルのオスマン王の城の遺跡(1878年築城) バルガルはマジェルテーンの季節による首都だった

ホビョ・スルタン国とマジェルテーン・スルタン国は存在していた間、強力な中央集権制を発揮し、官僚機構、世襲の貴族、爵位を持つ貴族、国旗、常備軍という近代国家の全ての要素を備えていた。両スルタン国にはその活動を記録した文書が未だ残されている。
マジェルテーン・スルタン国の主要な首都はアルラで、季節に応じて首都はバルガルにも置かれた。マジェルテーン・スルタン国はムルカンヨの城塞を含む、多くの城の城塞を領内各地の様々な地域に有していた。
マジェルテーン・スルタン国の支配者はこの時代の他のソマリの指導者よりも多くの権力を握っていた。ボコル・オスマンは同輩中の代表者として、沿岸の香木の収穫と真珠の採取に課税した。ボコル・オスマンは難破船から得た品物の優先権を保持していた。また、スルタン国は森林や牧草地の管理にも権限を及ぼし、土地税と家畜税を課した。

### 商業
1924年のイタリア領ソマリランド政府の公式な報告によれば、マジェルテーン・スルタン国は翌年のイタリア占領以前から、強い商業的活動を維持していた。スルタン国は伝えられるところによると、1,056,400インド・ルピー(IR) 相当の商品を輸出し、そのうち60%は乳香とその他のガムの輸出から得られたものであった。魚やその他の海産物の輸出総額は250,000 IRで、これはスルタン国の総輸出額の20%に相当する。残りの輸出収入は家畜によるもので、1924年の輸出リストには16品目が記載されていた。

### 軍事
強力な文民行政に加えて、マジェルテーン・スルタン国は常備軍を維持していた。外的脅威と内的脅威からの国体防衛に加え、マジェルテーン軍高官は王の命令を遂行する責務を負っていた。後には税の徴収も含まれ、それは通常、ソマリ人が貧しい人々や聖職者(ワダード)に支払うムスリムとしての義務である施し(セコ、またはサコ)の形で行われた。

## プントランド
1998年に設立された北西ソマリアの自治地域、プントランドはかつてのマジェルテーン・スルタン国(ミギウルティニア)の領域の多くを管理している。

## スルタン
マジェルテーン・スルタン国の支配者
| # | スルタン                                                               | 治世          | 備考 |
| - | ---------------------------------------------------------------------- | ------------- | --- |
| 1 | スルダーン・イスマーン・"バハ＝ディル"                                 | 1815年–1842年 | イスマーン一世としても知られている。                                                                                            |
| 2 | スルダーン・ユースフ・"バハ＝ヤークーブ"                               | 1842年–1844年 | ユースフ一世としても知られる。統治期間はわずか2年と短かった。                                                                   |
| 3 | スルダーン・マハムード・スルダーン・イスマーン・マハムード             | 1844年–1860年 | |
| 4 | スルダーン・イスマーン・スルダーン・マハムード・スルダーン・イスマーン | 1860年–1927年 | オスマン・マハムード、またはイスマーン二世マハムードとしても知られる。 ほぼ70年もの長い治世だった。マジェルテーン最後の統治者。 |